# Aiura

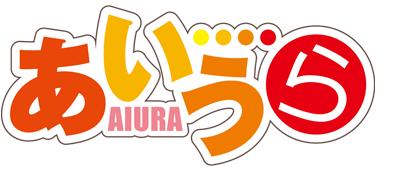
Logo

Aiura (jap. あいうら) ist eine Yonkoma-Mangareihe vom Mangaka Chama (茶麻), die auch als Anime-Fernsehserie adaptiert wurde.

## Handlung
Es geht um den Alltag der drei motivationslosen Schulmädchen Kanaka Amaya (天谷 奏香), Saki Iwasawa (岩沢 彩生) und Ayuko Uehara (上原 歩子). Ihr Leben zeigt was passiert, wenn nichts passiert.

## Veröffentlichung
Das erste Kapitel des Yonkoma-Mangas (Comicstrips) von Chama erschien am 2. März 2011 auf Nico Nico Dougas Schwesterportal für Standbilder wie Webmanga Nico Nico Seiga (ニコニコ静画). Der Verlag Kadokawa Shoten bot dann Chama den Manga professionell im Manga-Magazin 4-Koma Nano Ace (4コマなのエース) zu verlegen. Das erste Printkapitel erschien in Ausgabe 4 vom 9. August 2011. Dennoch erscheinen weiterhin Webkapitel. Nach der Einstellung von 4-Koma Nano Ace in Ausgabe 10 vom 9. September 2013 wechselte die Serie zum Magazin Shōnen Ace, das das nächste Kapitel in Ausgabe 11 vom 26. Oktober 2013 druckte. 
Die Kapitel wurde in bisher (Stand: April 2014) fünf Sammelbänden (Tankōbon) zusammengefasst.
Bis März 2013 wurde der Webmanga etwa 4,7 Millionen Mal wiedergegeben und von den Sammelbänden mehr als 100.000 Exemplare verkauft.
Nico Nico Seiga kündigte an, dass der Manga am 23. April 2014 enden soll.

## Anime
Lidenfilms adaptierte die Mangareihe als Anime-Fernsehserie, als erste Eigenproduktion des erst 2012 gegründeten Animationsstudios. Regie führt Ryōsuke Nakamura, der auch das Drehbuch schrieb. Die 12 Folgen wurden vom 10. April bis 26. Juni 2013 nach Mitternacht (und damit am vorigen Fernsehtag) etwa gleichzeitig im Fernsehserien auf TV Tokyo und im Web im Nico Nico Channel ausgestrahlt, gefolgt mit einer Woche Versatz von AT-X. Im Vorspann wird das Lied Kani Do-Luck! (カニ☆Do-Luck！?) und im Abspann Ichigo Ichie (いちごいちえ?) benutzt, beide von der Gruppe Aiu Rabu, die aus den Synchronsprecher der drei Hauptfiguren besteht: Yui Nakajima (Kanaka Amaya), Yuko Iida (Saki Iwasawa) und Nao Tamura (Ayuko Uehara). Die Serie erschien am 7. August 2013 auf DVD und Blu-ray Disk.